# Manchego
Manchego (špansko queso manchego, izgovorjava: [ˈkeso manˈtʃeɣo]) je sir, izdelan v regiji La Manča v Španiji iz mleka ovac pasme Manchega. Star je od 60 dni do 2 let.
Manchego ima čvrsto in kompaktno konsistenco ter masleno teksturo, ki pogosto vsebuje majhne, neenakomerno porazdeljene zračne žepke. Barva sira je od bele do slonokoščeno rumene, neužitna skorja pa od rumene do rjavo-bež. Sir je izrazitega okusa, dobro razvit, vendar ne premočan, kremast z rahlo pikantnostjo in pušča priokus, značilen za ovčje mleko.
Oznaka queso manchego je zaščitena s španskim predpisanim klasifikacijskim sistemom denominación de origen, Evropska unija pa je siru podelila status zaščitene označbe porekla (ZOP).

## Zahteve ZOP
Queso manchego mora izpolnjevati te zahteve:
- Proizvajati ga je treba v določenih delih provinc Albacete, Ciudad Real, Cuenca in Toledo, vse v regiji La Manča.
- Lahko se proizvaja le iz polnomastnega mleka ovc pasme Manchega, vzrejenih na registriranih kmetijah na tem območju.
- Starati se mora najmanj 60 dni (30 dni za sire, ki tehtajo do 1,5 kg) in največ dve leti.
- Izdelati ga je treba s stiskanjem v valjastem kalupu z največjo višino 12 cm in največjim premerom 22 cm.

Sir Manchego je lahko narejen iz pasteriziranega ali surovega mleka; če je slednje, se lahko označi z artesano (obrtnik). Edini dovoljeni dodatki so naravno sirilo ali drug odobren koagulacijski encim in sol.

## Izdelava in označevanje
Kalupi, v katerih se sir stiska, so sodčaste oblike. Tradicionalno so sir manchego izdelovali s stiskanjem skute v pletenih košarah iz trave esparto, ki so na skorji pustile značilen cik-cak vzorec (znan kot pleita). Danes se enak učinek doseže s kalupom, katerega notranjost ima reliefno zasnovo, ki daje končnemu siru reliefni vzorec, podoben vzorcu pletene trave esparto. Na zgornji in spodnji površini sira je vtisnjen dizajn pšenične glave.
Med procesom zorenja sir manchego razvije naravno skorjo. Predpisi dovoljujejo, da se to opere, premaže s parafinom, potopi v oljčno olje ali obdela z določenimi odobrenimi prozornimi snovmi, vendar zahteva, da se sir ne sme odstraniti, če se bo sir tržil kot ZOP.
Siri, ki izpolnjujejo zahteve ZOP, imajo kazeinsko ploščico, ki se nanese, ko je sir v kalupu, in imajo značilno oznako, ki jo izda Regulativni svet za označbo porekla sira Manchego; vsebuje legendo queso manchego, serijsko številko in umetniško podobo Don Kihota iz Manče.
Sir, ki je podoben manchegu in je izdelan v isti regiji, vendar iz mešanice kravjega, kozjega in ovčjega mleka, se prodaja kot sir queso ibérico ali ibérico.
Skoraj 60 % španskega sira z oznako porekla je Manchego, zaradi česar je glavna referenca španskega sira. Ker večino proizvodnje izvozijo, je eden najpomembnejših ambasadorjev španske nacionalne gastronomije. Po podatkih Fundacije za sir Manchego (Fundación C.R.D.O Queso Manchego) je La Manča leta 2017 izvozila 5,9 milijona kg tega sira.

## Sorte
Queso manchego ima različne okuse glede na starost:
- Fresco: sveži sir se stara 2 tedna. Ima bogat, a blag okus, ni pravi queso manchego zaradi pomanjkanja staranja.[11] Proizvaja se v majhnih količinah, zato ga redko najdemo zunaj Španije.
- Semicurado: poltrd, staran od 3 tedne do 3–4 mesece, nekoliko blažji kot curado.
- Curado: poltrdi sušeni sir, staran 3–6 mesecev, z okusom karamele in orehov.
- Viejo: staran 1–2 leti, čvrst z ostrejšim okusom, čim dlje se stara; ima bogato, globoko poprnost. Dobro se nariba, lahko pa ga jemo tudi samostojno ali v tapasu.[12]